# Blaze (2018)
Blaze is een Amerikaanse muzikale biografische film uit 2018, geregisseerd door Ethan Hawke, gebaseerd op de memoires Living in the Woods in a Tree: Remembering Blaze van Sybil Rosen, die ook meewerkte aan het scenario.

## Verhaal
De film volgt countrymuzikant Blaze Foley, een singer-songwriter en een van de zangers die behoorde tot de Outlaw Country Movement in de jaren 1970. Blaze woonde in de jaren 1970 samen met zijn vriendin Sybil Rosen in een boomhut in de bossen in Georgia.

## Rolverdeling
| Acteur             | Personage        |
| ------------------ | ---------------- |
| Ben Dickey         | Blaze Foley      |
| Alia Shawkat       | Rosen            |
| Josh Hamilton      |                  |
| Charlie Sexton     | Townes Van Zandt |
| Kris Kristofferson |                  |
| Richard Linklater  |                  |

## Productie
Op 18 januari 2017 werd aangekondigd dat Ethan Hawk een biopic over Blaze Foley zou regisseren met zanger Ben Dickey in de hoofdrol, Alia Shawkat als Rosen, Sybil Rosen als haar moeder en verder met Charlie Sexton en Josh Hamilton.
In februari 2017 werd bekendgemaakt dat Richard Linklater, Sam Rockwell, Wyatt Russell en Kris Kristofferson toegevoegd waren aan de cast en dat er gefilmd werd in Louisiana en Mississippi.
Blaze ging op 21 januari 2018 in première op het Sundance Film Festival in de U.S. Dramatic Competition. De film kreeg positieve kritieken van de filmcritici met een score van 100% op Rotten Tomatoes, gebaseerd op 7 beoordelingen.

## Prijzen en nominaties
De belangrijkste:
| Jaar | Prijs                  | Categorie                                                  | Genomineerde(n) | Uitslag  |
| ---- | ---------------------- | ---------------------------------------------------------- | --------------- | -------- |
| 2018 | Sundance Film Festival | U.S. Dramatic Special Jury Award for Achievement in Acting | Ben Dickey      | Gewonnen |